# Christen Raunkiær

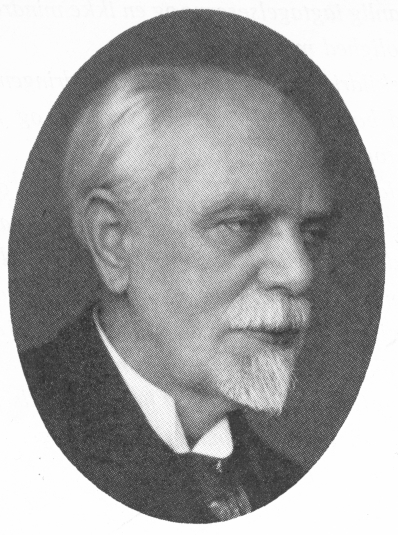
Christen C. Raunkiær

Christen C. Raunkiær (ur. 29 marca 1860, zm. 11 marca 1938) – duński botanik, znany z botanicznej klasyfikacji form życiowych, systemu Raunkiæra, klasyfikacji roślin opartej na miejscach zimowania pąków, opisanej przez Raunkiæra w 1934, w książce pt. The Life Forms of Plants and Statistical Plant Geography, wydanej przez Oxford University Press. 
Wykładał na Uniwersytecie w Kopenhadze w latach 1912–1923, był pracownikiem naukowym tamtejszego Ogrodu Botanicznego oraz Muzeum Botaniki od 1893 do 1911. Klasyfikacja Raunkiaera przydaje się w typologii obszarów wegetacji i badania występowania rozmaitych typów w różnych warunkach klimatycznych.
Niezależnie od Hugona Dahlstedta odkrył zjawisko apomiksji u mniszków (Taraxacum).
Opracował pierwszy klucz do oznaczania roślin Danii pod tytułem Dansk Ekskursions-Flora. Klucz ten miał kilka kolejnych wydań, między innymi pod redakcją Knuda Wiinstedta.